# East Ham
East Ham is een wijk in het Londense bestuurlijke gebied London Borough of Newham, in het oosten van de regio Groot-Londen.

## Geboren
- Vera Lynn (1917-2020), zangeres
- Frank Lampard sr. (1948), betaald voetballer
- Clive Burr (1957), drummer (Iron Maiden)
- Michael Hector (1992), Jamaicaans voetballer

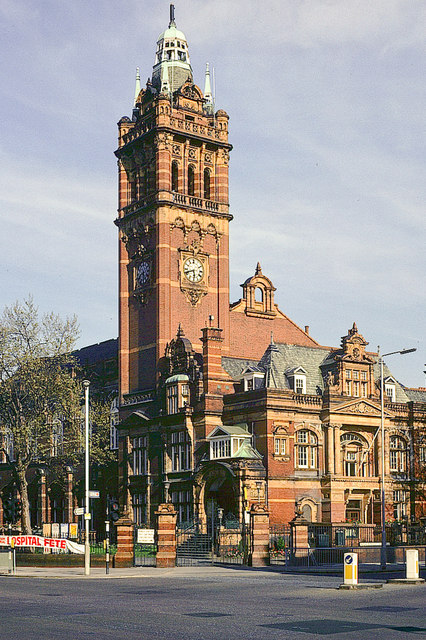
Town Hall